# Station Wąwolnica
Station Wąwolnica is een spoorwegstation in de Poolse plaats Wąwolnica.